# Tartarus Montes
Tartarus Montes és una estructura geològica del tipus mons a la superfície de Mart, situada amb el sistema de coordenades planetocèntriques a 22.04 ° de latitud N i 173.86 ° de longitud E. Fa 1.086,46 km de diàmetre. El nom va ser fet oficial per la UAI l'any 1985 i pren el nom d'una característica d'albedo.